# 708 Dywizja Grenadierów Ludowych
708 Dywizja Grenadierów Ludowych (niem. 708. Volks-Grenadier-Division) – jedna z niemieckich dywizji grenadierów ludowych. 
Utworzona we wrześniu 1944 roku na Słowacji jako zastępstwo dla zniszczonej 708 Dywizji Piechoty, na drodze przemianowania znajdującej się tam w stadium formowania 573 Dywizji Grenadierów Ludowych. 
Walczyła na terenie Alzacji w składzie LXIV Korpusu Armijnego 19 Armii (Grupa Armii G). Na początku lutego 1945 roku zniszczona na przyczółku mostowym w okolicy Colmaru i następnie rozwiązana. Dywizją dowodził generał major Wilhelm Bleckwenn.

## Skład
- 728 pułk grenadierów
- 748 pułk grenadierów
- 760 pułk grenadierów
- 1708 batalion zapasowy
- 708 batalion fizylierów
- 658 pułk artylerii
- 708 batalion saperów
- 708 batalion łączności
- 708 pułk zaopatrzenia